# Фискальные марки Китая

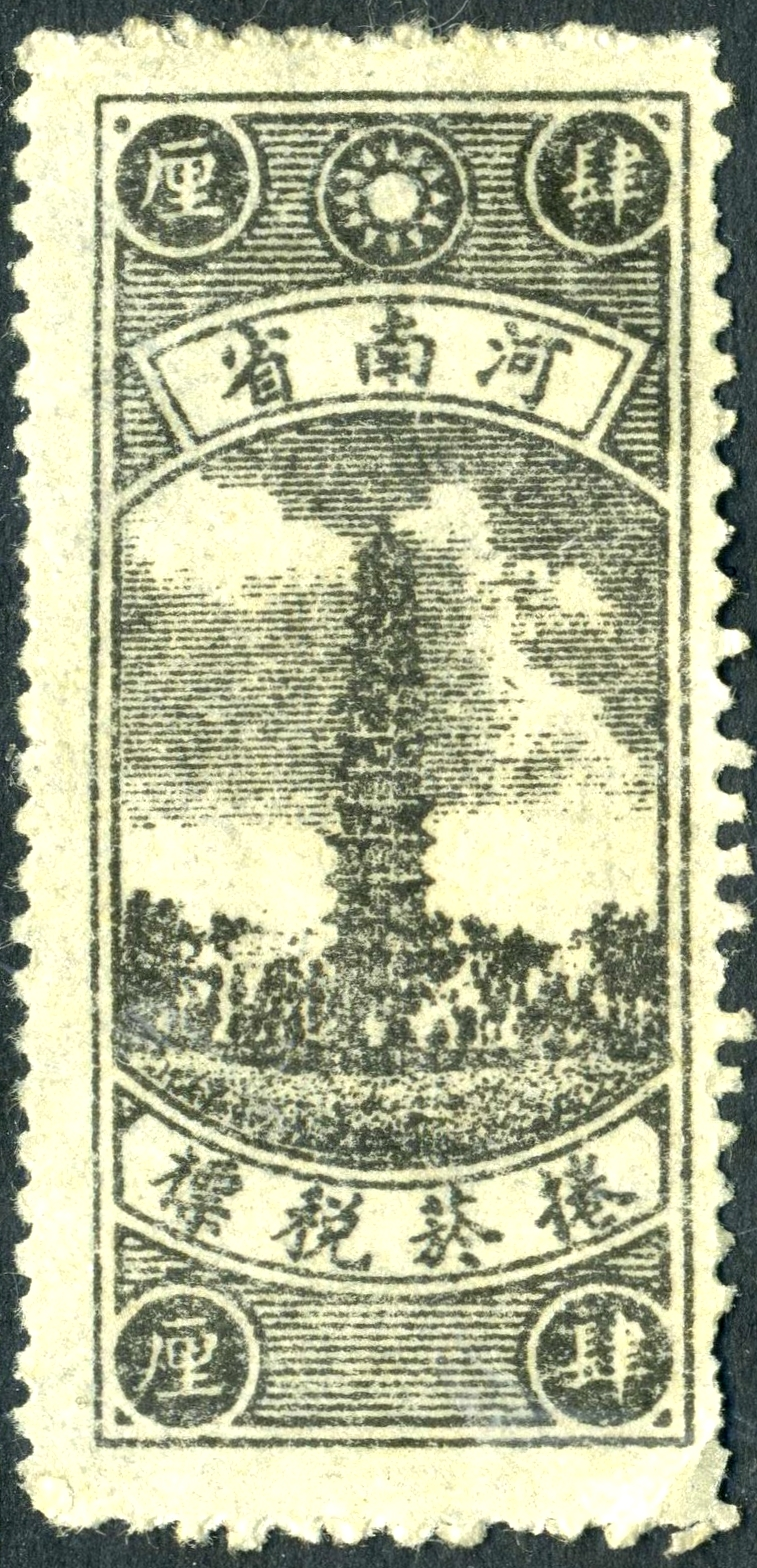
Марка налога на сигареты, выпущенная национальным правительством Китайской Республики

Впервые фискальные марки Китая были подготовлены к выпуску династией Цин в конце XIX века, однако первые фискальные марки, поступившие в повсеместное обращение, были выпущены Китайской Республикой после революции 1911 года. С тех пор было выпущено большое количество фискальных марок, включая многочисленные провинциальные и местные выпуски.

## Первые фискальные марки
Первые фискальные марки Китая, «Красные гербовые марки», были заказаны Китайской императорской таможней в 1896 году. Около 600 тысяч гербовых марок номиналом 3 цента были заказаны в типографии Waterlow and Sons в Лондоне, но они не были выпущены из-за противодействия со стороны коррумпированных таможенников и политических лидеров. Марки хранились в Шанхайском таможенном статистическом департаменте, и в 1897 году на них были сделаны надпечатки различных новых номиналов для использования их в качестве почтовых марок.

## Последующие серии
В 1899 году была заказана еще одна серия фискальных марок. Марки номиналом 20, 100 и 1000 цяней были напечатаны Американской банкнотной компанией, но местная оппозиция снова помешала выпуску марок. Еще один выпуск, состоящий из марок шести номиналов (2, 10, 50, 100, 500 и 1000 цяней), был разрешён имперским правительством в 1907 году, но губернаторы провинций выступили против выпуска, поэтому известны только не бывшие в обращении марки.
После Синьхайской революции некоторые из невыпущенных марок 1899 года были выпущены с надпечатками «Китайская Республика» на китайском языке.

## Марки с изображением Великой Китайской стены
В 1912 году республика выпустила новую серию фискальных марок с изображением Великой Китайской стены номиналом 1 цент, 2 цента, 10 центов, 50 центов и 1 доллар. Эта серия оставалась в обращении до 1920-х годов, при этом известно множество разновидностей печати. На марках этого выпуска существует ряд провинциальных, местных и частных надпечаток.

## 1920—1930-е годы
В период с 1926 года по 1928 год была выпущена так называемая «Пшеничная серия» фискальных марок, на рисунках которых было указано название каждой провинции. В 1927 году вышла серия с изображением флага Китая на фоне карты. На этих выпусках также существует множество надпечаток. Кроме того, некоторые провинции выпустили фискальные марки собственных рисунков. В период между 1934 годом и 1944 годом вышла серия марок с изображением пагоды Шести Гармоний.

## 1940-е годы
В 1940 году во время Второй японо-китайской войны японское правительство выпустило фискальные марки с изображением Храма Неба в Пекине для использования на оккупированных территориях. Между тем, в период между 1938 годом и 1944 годом национальное правительство выпустило марки с изображением Кун Сянси, Чан Кайши, Линь Сэня и Сунь Ятсена для обращения на своей территории.
В 1940-х годах в обращении были фискальные марки разных других рисунков, включая рисунок с изображением флага на фоне земного шара, марки с изображением ворот Чжэнъянмэнь и Фусин, а также марки с изображением сельскохозяйственной техники.
В 1946 году была выпущена так называемая «Транспортная серия», изображающая различные виды наземного, морского и воздушного транспорта. Существуют различные тиражи этих марок, а также на них также делались надпечатки для почтового обращения.

## Другие виды фискальных марок
Китай также выпускал марки для особых целей, таких как единый налог, судебный сбор и налог на товары. К последним относятся марки для уплаты налогов на сигареты, табак, спиртные напитки и топливо.